# Funció generatriu de moments
En Teoria de la probabilitat i Estadística, la funció generatriu de moments o funció generadora de moments d'una variable aleatòria és una funció que conté tota la informació de les propietats probabilístiques de la variable. En comparació amb la funció característica, té l'avantatge que al ser una funció real de variable real es pot treballar amb eines més elementals; però, d'altra banda, atès que hi ha variables que no tenen funció generatriu de moments, els resultats que s'obtenen són menys generals.
A més de caracteritzar la distribució de probabilitat, la funció generatriu de moments té molt bones propietats en relació amb la suma de variables aleatòries independents i amb la convergència en distribució.

## Definició i exemples
Sigui {\displaystyle X} una variable aleatòria. La funció generatriu de moments (f.g.m.) de {\displaystyle X} en el punt {\displaystyle t\in \mathbb {R} }, que designarem per {\displaystyle M(t)} o per {\displaystyle M_{X}(t)}, es defineixper {\displaystyle M(t)=E{\big [}e^{tX}{\big ]},}sempre que aquesta esperança sigui finita. Atès que {\displaystyle e^{tX}>0} , l'esperança anterior sempre es pot calcular, però pot donar infinit. Quan és finita en un entorn de 0 (o en un conjunt més gran que inclogui un entorn de 0), es diu que la variable aleatòria té funció generatriu de moments.
Si {\displaystyle X} és discreta, que pren valors {\displaystyle x_{1},x_{2},\dots } amb probabilitats {\displaystyle p_{j}=P(X=x_{j})} , llavors, {\displaystyle M(t)=\sum _{j}e^{tx_{j}}p_{j},} sempre que la sèrie anterior sigui convergent.
Si {\displaystyle X} és contínua amb funció de densitat {\displaystyle f}, llavors, {\displaystyle M(t)=\int _{-\infty }^{\infty }e^{tx}\,f(x)\,dx,}sempre que aquesta integral sigui convergent.

### Exemples
Exemple 1. Sigui {\displaystyle X} una variable aleatòria binomial {\displaystyle X\sim B(n,p)}. Escrivim {\displaystyle q=1-p}. Llavors {\displaystyle M(t)=\sum _{j=0}^{n}e^{jt}{\binom {n}{j}}p^{j}q^{n-j}=\sum _{j=0}^{n}{\binom {n}{j}}(e^{t}p)^{j}q^{n-j}=(pe^{t}+q)^{n},}que és finita per a qualsevol {\displaystyle t\in \mathbb {R} }. Així, la f.g.m. de {\displaystyle X} és {\displaystyle M(t)=(pe^{t}+q)^{n},\quad t\in \mathbb {R} .}

Exemple 2. Sigui {\displaystyle X} una variable exponencial amb paràmetre {\displaystyle \lambda >0}, amb funció de densitat {\displaystyle f(x)={\begin{cases}\lambda e^{-\lambda x},&{\text{si }}x\geq 0,\\0,&{\text{en cas contrari.}}\end{cases}}} Aleshores
{\displaystyle M(t)=\lambda \int _{0}^{\infty }e^{tx}e^{-\lambda x}\,dx=\lambda \int _{0}^{\infty }e^{-(\lambda -t)x}\,dx={\begin{cases}{\dfrac {\lambda }{\lambda -t}},&{\text{si }}t<\lambda \\\\+\infty ,&{\text{en cas contrari.}}\end{cases}}}Així, {\displaystyle M} només està definida per {\displaystyle t<\lambda }; concretament, la f.g.m. és {\displaystyle M(t)={\frac {\lambda }{\lambda -t}},\quad t\in (-\infty ,\lambda ).}

Exemple 3. Sigui {\displaystyle X} una variable aleatòria amb distribució de Cauchy {\displaystyle {\mathcal {C}}(0,1)} amb funció de densitat {\displaystyle f(x)={\frac {1}{\pi }}\,{\frac {1}{x^{2}+1}},\ \quad x\in \mathbb {R} .}Aleshores, per qualsevol {\displaystyle t\neq 0},{\displaystyle E[e^{tX}]={\frac {1}{\pi }}\int _{-\infty }^{\infty }{\frac {e^{tx}}{x^{2}+1}}\,dx\geq {\frac {1}{\pi }}\int _{0}^{\infty }{\frac {e^{tx}}{x^{2}+1}}\,dx\geq {\frac {t}{\pi }}\int _{0}^{\infty }{\frac {x}{x^{2}+1}}\,dx=\infty .}Per tant, {\displaystyle X} no té f.g.m.
Remarca. Tal com hem dit a la definició, sempre que es diu que una variable aleatòria té f.g.m. es sobreentén que té f.g.m. en un entorn de zero o un conjunt que contingui un entorn de zero.

## Propietats

### Funció generatriu de moments d'una transformació afí d'una variable aleatòria
Sigui {\displaystyle X} una variable aleatòria amb f.g.m. {\displaystyle M_{X}} en un entorn de zero {\displaystyle (-t_{0},t_{0})} , amb {\displaystyle t_{0}>0} . Aleshores la variable aleatòria {\displaystyle M_{Y}(t)=aX+b,}amb {\displaystyle a\neq 0}, té f.g.m. {\displaystyle M_{Y}(t)=e^{bt}\,M_{X}(at),\quad t\in {\big (}-{\tfrac {t_{0}}{a}},{\tfrac {t_{0}}{a}}{\big )}.}

### Funció generatriu de moments i moments
Aquesta propietat estableix el lligam entre la f.g.m d'una variable aleatòria i els seus moments, i d'aquí ve el nom d'aquesta funció.
Sigui {\displaystyle X} una variable aleatòria amb f.g.m. {\displaystyle M} en un entorn de zero {\displaystyle (-t_{0},t_{0})} , amb {\displaystyle t_{0}>0}. Aleshores
1. La variable {\displaystyle X} té moments de tots els ordres. Designarem el moment d'ordre {\displaystyle n} per {\displaystyle m_{n}}: {\displaystyle m_{n}=E[X^{n}].}
2. La f.g.m. {\displaystyle M} és infinitament diferenciable i {\displaystyle M^{(n)}(0)=m_{n}.}
3. La f.g.m. {\displaystyle M} es pot desenvolupar en sèrie de MacLaurin: {\displaystyle M(t)=\sum _{n=0}^{\infty }{\frac {t^{n}}{n!}}\,m_{n},\quad t\in (-t_{0},t_{0}).}
4. Més generalment,[4] la f.g.m. {\displaystyle M} es pot desenvolupar en sèrie de Taylor en tot punt {\displaystyle c\in (-t_{0},t_{0})} {\displaystyle M(t)=\sum _{n=0}^{\infty }{\frac {(t-c)^{n}}{n!}}\,E[X^{n}e^{ct}],\quad t\in U_{c},}on {\displaystyle U_{c}} és un entorn de {\displaystyle c} tal que {\displaystyle U_{c}\subset (-t_{0},t_{0})}. Es diu que {\displaystyle M} és una funció analítica (real) en {\displaystyle (-t_{0},t_{0})} .

Exemple 4. Continuant amb l'exemple 2 de més amunt, {\displaystyle X} una variable exponencial amb paràmetre {\displaystyle \lambda >0} . Havíem calculat que la f.g.m. és {\displaystyle M(t)={\frac {\lambda }{\lambda -t}}={\frac {1}{1-{\dfrac {t}{\lambda }}}},\quad t\in (-\infty ,\lambda ).}Per a {\displaystyle t\in (-\lambda ,\lambda )}, tenim que {\displaystyle {\frac {t}{\lambda }}\in (-1,1)} , i llavors l'expressió {\displaystyle 1/(1-t/\lambda )} és la suma d'una sèrie geomètrica de raó en valor absolut menor que 1: {\displaystyle M(t)={\frac {1}{1-{\dfrac {t}{\lambda }}}}=\sum _{n=0}^{\infty }{\frac {t^{n}}{\lambda ^{n}}},\quad t\in (-\lambda ,\lambda )}En conseqüència, atès que el desenvolupament en sèrie de potències és únic, comparant aquesta fórmula amb la donada a la propietat 3, deduïm que els moments de {\displaystyle X} són 
{\displaystyle m_{n}={\frac {n!}{\lambda ^{n}}}.}

### Funció generatriu i suma de variables independents
Siguin {\displaystyle X_{1},\dots ,X_{k}} variables aleatòries independents, amb f.g.m. {\displaystyle M_{X_{1}},\dots ,M_{X_{k}}}respectivament. Aleshores la variable aleatòria {\displaystyle S=X_{1}+\cdots +X_{k}}té f.g.m. {\displaystyle M_{S}} que val {\displaystyle M_{S}(t)=M_{X_{1}}(t)\cdots M_{X_{k}}(t).}

### La funció generatriu de moments determina la distribució de la variable aleatòria
Siguin {\displaystyle X} i {\displaystyle Y} dues variables aleatòries amb f.g.m. {\displaystyle M_{X}} i {\displaystyle M_{Y}} respectivament. Si per algun {\displaystyle \varepsilon >0} ,{\displaystyle M_{X}(t)=M_{Y}(t),\quad {\text{per a tot }}t\in (-\varepsilon ,\varepsilon ),}aleshores {\displaystyle X} i {\displaystyle Y} tenen la mateixa distribució de probabilitat.
Per a la demostració, vegeu l'apartat Extensió al camp complex més avall.

### Funció generatriu de moments i convergència en distribució
Sigui {\displaystyle X_{1},X_{2},\dots ,} una successió de variables aleatòries amb f.g.m. {\displaystyle M_{X_{1}},M_{X_{2}},\dots } respectivament, definides en {\displaystyle (-\varepsilon ,\varepsilon )}, per algun {\displaystyle \varepsilon >0}. Suposem que per algun {\displaystyle \varepsilon '\in (0,\varepsilon )}, {\displaystyle \lim _{n\to \infty }M_{X_{n}}(t)=N(t),\quad {\text{per a tot }}t\in [-\varepsilon ',\varepsilon '],}on {\displaystyle N} és una funció (finita) definida en {\displaystyle [-\varepsilon ',\varepsilon ']}. Aleshores existeix una variable aleatòria {\displaystyle X} tal que {\displaystyle \lim _{n\to \infty }X_{n}=X,\quad {\text{en distribució}}}que té f.g.m. {\displaystyle M_{X}} i {\displaystyle M_{X}(t)=N(t),\quad {\text{per a tot }}t\in [-\varepsilon ',\varepsilon '].}Per a la demostració, vegeu Curtiss.
Una propietat important de les funcions característiques diu que si una successió de variables aleatòries convergeix en distribució a una variable aleatòria, aleshores les funcions característiques de les variables de la successió convergeixen a la funció característica del límit. Aquesta propietat no és certa en general per a funcions generatrius de moments. Curtiss dona un contraexemple.

### Domini de la funció generatriu de moments
Sigui {\displaystyle X} una variable aleatòria amb f.g.m. {\displaystyle M} . S'anomena domini de la f.g.m., i es designa per {\displaystyle D_{M}}, al conjunt {\displaystyle D_{M}=\{t\in \mathbb {R} :\,E{\big [}e^{tX}{\big ]}<\infty \}.}El conjunt {\displaystyle D_{M}} és un interval, finit o infinit, que conté el 0.
En efecte, en primer lloc, com que per {\displaystyle t=0}, {\displaystyle E[e^{tX}]=E[1]=1}, tenim que {\displaystyle 0\in D_{M}}. Ara, si {\displaystyle s,t\in D_{M}}, i prenem {\displaystyle \lambda \in (0,1)} , per la desigualtat de Hölder amb {\displaystyle p=1/\lambda } i {\displaystyle q=1/(1-\lambda )} tenim que {\displaystyle E{\Big [}e^{{\big (}\lambda s+(1-\lambda )t{\big )}X}{\Big ]}=E{\Big [}e^{\lambda sX}\,e^{(1-\lambda )tX}{\Big ]}\leq {\Big (}E{\big [}e^{sX}{\big ]}{\Big )}^{\lambda }\,{\Big (}E{\big [}e^{tX}{\big ]}{\Big )}^{1-\lambda }<\infty .}Per tant, {\displaystyle \lambda s+(1-\lambda t)\in D_{M}} . D'on es dedueix que {\displaystyle D_{M}} ha de ser un interval.

## Extensió al camp complex. La transformada de Laplace
Recordem que una variable aleatòria a valors complexos és una expressió de la forma{\displaystyle Y=Y_{1}+i\,Y_{2},}on {\displaystyle Y_{1}} i {\displaystyle Y_{2}} són variables aleatòries ordinàries. Si ambdues {\displaystyle Y_{1}} i {\displaystyle Y_{2}} tenen esperança, aleshores es defineix l'esperança de {\displaystyle Y} per {\displaystyle E[Y]=E[Y_{1}]+i\,E[Y_{2}].}Designem per {\displaystyle \vert y\vert ={\sqrt {y_{1}^{2}+y_{2}^{2}}}} el mòdul d'un nombre complex {\displaystyle y=y_{1}+i\,y_{2}}, llavors, la condició per tal que {\displaystyle Y} tingui esperança és {\displaystyle E[\vert Y\vert ]<\infty ,} ja que {\displaystyle \max(\vert Y_{1}\vert ,\vert Y_{2}\vert )\leq \vert Y\vert \leq \vert Y_{1}\vert +\vert Y_{2}\vert .}
Sigui {\displaystyle X} una variable aleatòria. S'anomena transformada de Laplace de{\displaystyle X} en el punt {\displaystyle z\in \mathbb {C} } a {\displaystyle L(z)=E[e^{zX}],}sempre que aquesta esperança existeixi, és a dir,{\displaystyle E{\Big [}{\big \vert }e^{zX}{\big \vert }{\Big ]}<\infty .}Cal notar que si {\displaystyle X} té funció de densitat {\displaystyle f}, aleshores {\displaystyle L(z)=\int _{-\infty }^{\infty }e^{zx}\,f(x)\,dx,}que és la transformada de Laplace bilateral ordinària de la funció{\displaystyle f} , a part del signe de l'exponent, que en probabilitats es pren positiu per coherència amb les altres notacions. En el cas general, si {\displaystyle X} té funció de distribució {\displaystyle F} , llavors {\displaystyle L(z)=\int _{-\infty }^{\infty }e^{zx}\,dF(x),}on la integral de la dreta és una integral de Lebesgue-Stieltjes, i que és la transformada de Laplace bilateral clàssica (excepte el signe de l'exponent); per les propietats de la transformada de Laplace en aquest context general veieu el clàssic llibre de Widder.
Exemple 5. Continuem amb la distribució exponencial de paràmetre {\displaystyle \lambda } de l'exemple 2. Llavors {\displaystyle E{\big [}e^{zX}{\big ]}=\lambda \int _{0}^{\infty }e^{zx}e^{-\lambda x}\,dx,}i la integral de la dreta és la transformada de Laplace clàssica de la funció {\displaystyle e^{-\lambda x}} en el punt {\displaystyle -z}. Llavor s'obté (veieu per al càlcul d'aquesta transformada de Laplace) {\displaystyle L(z)={\frac {\lambda }{\lambda -z}},\ \quad {\text{per a }}z\in \mathbb {C} \ {\text{tal que }}{\text{Re}}(z)>\lambda ,}on {\displaystyle {\text{Re}}(z)} és la part real del nombre complex {\displaystyle z}.
Domini de la transformada de Laplace

Figura 2. Franja del pla complex (en verd).

Sigui {\displaystyle y=y_{1}+i\,y_{2}\in \mathbb {C} }. Llavors, {\displaystyle \vert e^{y}\vert =\vert e^{y_{1}}\vert \,\vert e^{iy_{2}}\vert =e^{y_{1}},}on hem utilitzat la fórmula d'Euler, {\displaystyle e^{it}=\cos t+i\,\sin t,\quad t\in \mathbb {R} ,}per deduir que el número complex {\displaystyle e^{it}} està sobre la circumferència unitat i, per tant, té mòdul 1.
Retornant a la transformada de Laplace, tenim que {\displaystyle E{\big [}e^{zX}{\big ]}<\infty \quad \Longleftrightarrow \quad E{\big [}e^{{\text{Re}}(z)X}{\big ]}<\infty .}Llavors, si designem per {\displaystyle D_{L}} el domini de la transformada de Laplace: {\displaystyle D_{L}={\big \{}z\in \mathbb {C} :\ E{\big [}\vert e^{zX}\vert {\big ]}<\infty {\big \}},}tindrem que {\displaystyle z\in D_{L}\quad \Longleftrightarrow \quad {\text{Re}}(z)\in D_{M}.}
Llavors, si, per exemple, {\displaystyle D_{M}=(a,b)} amb {\displaystyle a<0<b}, {\displaystyle D_{L}} serà la franja del pla complex formada per {\displaystyle z\in \mathbb {C} } tals que {\displaystyle a<{\text{Re}}(z)<b}, la qual inclourà l'eix imaginari {\displaystyle \{i\,y,\quad y\in \mathbb {R} \}}, vegeu la Figura 2.
Relacions entre la funció generatriu de moments, la transformada de Laplace i la funció característica.
Sigui {\displaystyle X} una variable aleatòria amb funció generatriu de moments {\displaystyle M} en {\displaystyle (-\varepsilon ,\varepsilon )} per a {\displaystyle \varepsilon >0}. Tal com hem comentat, la transformada de Laplace {\displaystyle L} existirà en la franja {\displaystyle \{z\in \mathbb {C} :\ {\text{Re}}(z)\in (-\varepsilon ,\varepsilon )\}} i, òbviament, {\displaystyle M(t)=L(t),\quad {\text{per a tot }}t\in (\varepsilon ,\varepsilon ).}D'altra banda, si designem per {\displaystyle \varphi } la funció característica de {\displaystyle X} , {\displaystyle \varphi (t)=E[e^{itX}],\quad t\in \mathbb {R} ,}atès que {\displaystyle it\in D_{L}}, tindrem que {\displaystyle \varphi (t)=L(it),\quad {\text{per a tot }}t\in \mathbb {R} .}

## Cas vectorial
Tots els resultats anteriors s'estenen al cas vectorial de la següent manera. Sigui {\displaystyle {\boldsymbol {X}}=(X_{1},\dots ,X_{d})} un vector aleatori. La funció {\displaystyle M_{\boldsymbol {X}}(t_{1},\dots ,t_{d})=E{\big [}e^{t_{1}X_{1}+\cdots +t_{d}X_{d}}{\big ]},} definida en aquells punts{\displaystyle (t_{1},\dots ,t_{d})\in \mathbb {R} ^{d}} on l'esperança de la dreta és finita, s'anomena funció generatriu de moments de {\displaystyle {\boldsymbol {X}}}. Quan està definida en un entorn de {\displaystyle (0,\dots ,0)}, es diu que el vector aleatori té funció generatriu de moments.
Remarcarem les tres propietats següents que són especialment útils: 
Unicitat. Si la funció generatriu de moments d'un vector aleatori està definida en un entorn de {\displaystyle (0,\dots ,0)}, aleshores determina unívocament la distribució d'aquest vector.
Independència. Siguin {\displaystyle {\boldsymbol {X}}=(X_{1},\dots ,X_{d})} i {\displaystyle {\boldsymbol {Y}}=(Y_{1},\dots ,Y_{r})} dos vectors aleatoris tal que el vector {\displaystyle ({\boldsymbol {X}},{\boldsymbol {Y}})} té funció generatriu de moments definida en un entorn de zero. Aleshores {\displaystyle {\boldsymbol {X}}\ {\text{i}}\ {\boldsymbol {Y}}} són independents si i només si
{\displaystyle M_{({\boldsymbol {X,Y}})}(s_{1},\dots ,s_{d},t_{1},\dots ,t_{r})=M_{\boldsymbol {X}}(s_{1},\dots ,s_{d})\,M_{\boldsymbol {Y}}(t_{1},\dots ,t_{r}).}Moments. Si un vector aleatori {\displaystyle {\boldsymbol {X}}=(X_{1},\dots ,X_{d})} té funció generatriu de moments en un entorn de {\displaystyle (0,\dots ,0)}, aleshores té moments de tots els ordres i {\displaystyle E(X_{1}^{n_{1}}\cdots X_{d}^{n_{d}})={\frac {\partial ^{n_{1}+\cdots +n_{d}}}{\partial t_{1}^{n_{1}}\cdots \partial t_{d}^{n_{d}}}}\,M_{\boldsymbol {X}}(t_{1}\dots ,t_{d}){\Big \vert }_{t_{1}=0,\dots ,t_{d}=0}.}
Vegeu uns exemples a la secció següent.

## Funció generatriu de moments i funcions característiques d'algunes distribucions importants
| Distribució | Funció generatriu de moments {\displaystyle M(t)}                                                                              | Funció característica {\displaystyle \varphi (t)}                                                                     |
| --- | --- | --- |
| Degenerada {\displaystyle X=a}                                                                                             | {\displaystyle e^{ta}} | {\displaystyle e^{ita}}                                                                                               |
| Bernoulli {\displaystyle P(X=1)=p}                                                                                         | {\displaystyle 1-p+pe^{t}} | {\displaystyle 1-p+pe^{it}}                                                                                           |
| Geomètrica (Vegeu nota (1))                                                                                                | {\displaystyle {\frac {pe^{t}}{1-(1-p)e^{t}}},~t<-\ln(1-p)}                                                                    | {\displaystyle {\frac {pe^{it}}{1-(1-p)\,e^{it}}}}                                                                    |
| Binomial {\displaystyle B(n,p)}                                                                                            | {\displaystyle \left(1-p+pe^{t}\right)^{n}}                                                                                    | {\displaystyle \left(1-p+pe^{it}\right)^{n}}                                                                          |
| Binomial negativa {\displaystyle \operatorname {NB} (r,p)}                                                                 | {\displaystyle \left({\frac {p}{1-e^{t}+pe^{t}}}\right)^{r},~t<-\ln(1-p)}                                                      | {\displaystyle \left({\frac {p}{1-e^{it}+pe^{it}}}\right)^{r}}                                                        |
| Poisson {\displaystyle \operatorname {Pois} (\lambda )}                                                                    | {\displaystyle e^{\lambda (e^{t}-1)}}                                                                                          | {\displaystyle e^{\lambda (e^{it}-1)}}                                                                                |
| Uniforme (contínua) {\displaystyle \operatorname {U} (a,b)}                                                                | {\displaystyle {\frac {e^{tb}-e^{ta}}{t(b-a)}}}                                                                                | {\displaystyle {\frac {e^{itb}-e^{ita}}{it(b-a)}}}                                                                    |
| Uniforme discreta {\displaystyle \operatorname {U} (\{a,a+1,\dots ,b\})}, {\displaystyle a,\,b\in \mathbb {Z} ,\quad a<b.} | {\displaystyle {\frac {e^{at}-e^{(b+1)t}}{(b-a+1)(1-e^{t})}}}                                                                  | {\displaystyle {\frac {e^{ait}-e^{(b+1)it}}{(b-a+1)(1-e^{it})}}}                                                      |
| Laplace {\displaystyle L(\mu ,b)}                                                                                          | {\displaystyle {\frac {e^{t\mu }}{1-b^{2}t^{2}}},~\|t\|<1/b}                                                                   | {\displaystyle {\frac {e^{it\mu }}{1+b^{2}t^{2}}}}                                                                    |
| Normal {\displaystyle N(\mu ,\sigma ^{2})}                                                                                 | {\displaystyle e^{t\mu +{\frac {1}{2}}\sigma ^{2}t^{2}}}                                                                       | {\displaystyle e^{it\mu -{\frac {1}{2}}\sigma ^{2}t^{2}}}                                                             |
| Khi quadrat {\displaystyle \chi _{k}^{2}}                                                                                  | {\displaystyle (1-2t)^{-{\frac {k}{2}}},~t<1/2}                                                                                | {\displaystyle (1-2it)^{-{\frac {k}{2}}}}                                                                             |
| Khi quadrat no central {\displaystyle \chi _{k}^{2}(\lambda )}                                                             | {\displaystyle e^{\lambda t/(1-2t)}(1-2t)^{-{\frac {k}{2}}}}                                                                   | {\displaystyle e^{i\lambda t/(1-2it)}(1-2it)^{-{\frac {k}{2}}}}                                                       |
| Gamma {\displaystyle \Gamma (k,\theta )}                                                                                   | {\displaystyle (1-t\theta )^{-k},~t<{\tfrac {1}{\theta }}}                                                                     | {\displaystyle (1-it\theta )^{-k}}                                                                                    |
| Exponential {\displaystyle \operatorname {Exp} (\lambda )}                                                                 | {\displaystyle \left(1-t\lambda ^{-1}\right)^{-1},~t<\lambda }                                                                 | {\displaystyle \left(1-it\lambda ^{-1}\right)^{-1}}                                                                   |
| Beta | {\displaystyle 1+\sum _{k=1}^{\infty }\left(\prod _{r=0}^{k-1}{\frac {\alpha +r}{\alpha +\beta +r}}\right){\frac {t^{k}}{k!}}} | {\displaystyle {}_{1}F_{1}(\alpha ;\alpha +\beta ;i\,t)\!} (vegeu Sèrie hipergeomètrica)                              |
| Cauchy {\displaystyle {\mathcal {C}}(\mu ,\gamma )}                                                                        | No existeix | {\displaystyle e^{it\mu -\gamma \|t\|}}                                                                               |
| Normal multivariable {\displaystyle N(\mathbf {\mu } ,\mathbf {\Sigma } )} (Vegeu nota (2))                                | {\displaystyle e^{\mathbf {t} '\left({\boldsymbol {\mu }}+{\frac {1}{2}}\mathbf {\Sigma t} \right)}}                           | {\displaystyle e^{\mathbf {t} '\left(i{\boldsymbol {\mu }}-{\frac {1}{2}}{\boldsymbol {\Sigma }}\mathbf {t} \right)}} |
| Multinomial {\displaystyle {\mathcal {M}}(n;p_{1},\dots ,p_{d})}                                                           | {\displaystyle {\big (}p_{1}e^{t_{1}}+\cdots p_{d}e^{t_{d}}{\big )}^{n}}                                                       | {\displaystyle {\big (}p_{1}e^{it_{1}}+\cdots p_{d}e^{it_{d}}{\big )}^{n}}                                            |
| Cauchy multivariant (Vegeu nota (2)) {\displaystyle {\mathcal {C}}(\mathbf {\mu } ,\mathbf {\Sigma } )}                    | No existeix | {\displaystyle \!\,e^{i\mathbf {t} '{\boldsymbol {\mu }}-{\sqrt {\mathbf {t} '{\boldsymbol {\Sigma }}\mathbf {t} }}}} |
Notes
(1) Distribució geomètrica relativa al número de proves fins al primer èxit, inclòs aquest, amb probabilitat d'èxit {\displaystyle p}.
(2) El vectors estan escrits en columna i {\displaystyle {\boldsymbol {t}}'} designa el transposat del vector {\displaystyle {\boldsymbol {t}}}